# Laurentia Tan
Laurentia Tan Yen Yi  (24 de abril de 1979) es una jinete singapurense que compitió en la modalidad de doma adaptada. Ganó cuatro medallas en los Juegos Paralímpicos de Verano en los años 2008 y 2012.

## Palmarés internacional
| Juegos Paralímpicos | Juegos Paralímpicos | Juegos Paralímpicos | Juegos Paralímpicos                     |
| Año                 | Lugar               | Medalla             | Categoría                               |
| ------------------- | ------------------- | ------------------- | --------------------------------------- |
| 2008                | Pekín (China)       | Medalla de bronce   | Doma individual grado «Ia»              |
| 2008                | Pekín (China)       | Medalla de bronce   | Doma individual estilo libre grado «Ia» |
| 2012                | Londres (R. Unido)  | Medalla de plata    | Doma individual estilo libre grado «Ia» |
| 2012                | Londres (R. Unido)  | Medalla de bronce   | Doma individual grado «Ia»              |